# Giulio Tampalini
Giulio Tampalini (Brescia, 19 novembre 1971) è un chitarrista italiano, concertista, autore di CD e DVD per chitarra, docente presso il Conservatorio "A. Buzzolla" di Adria, presso la Fondazione Incontri con il Maestro di Imola, presso l'Accademia della Chitarra di Brescia e in numerosi corsi e master-class in Italia e all'estero.

## Biografia
Nato a Brescia nel 1971 ha compiuto gli studi musicali presso il Conservatorio della sua città con Gianluigi Fia e di seguito con Marco De Santi, sotto la cui guida si è diplomato con il massimo dei voti e la lode al Conservatorio "Giorgio Federico Ghedini" di Cuneo. Si è perfezionato con Tilman Hoppstock ed Eliot Fisk e con Angelo Gilardino presso l'Accademia Lorenzo Perosi di Biella.
Vincitore di alcuni dei più importanti Concorsi Internazionali di chitarra, ha tenuto concerti in tutta Europa, Asia e Stati Uniti, da solista e accompagnato da gruppi e orchestre sinfoniche. Nel 2001 ha partecipato al Concerto di Natale in Vaticano in onore del Papa.
Il Convegno Nazionale di Chitarra di Alessandria  e di Milano gli ha conferito il premio “Chitarra d'oro” nel 2001 come giovane promessa, nel 2003 per il miglior CD di chitarra (“Francisco Tárrega: Opere complete per chitarra”) e nel 2019 per la Promozione e la divulgazione (Direzione artistica "Italian Guitar Campus")
Ha registrato più di  40 CD solistici, di musica da camera e DVD. È autore con Giovanni Podera della collana "I Maestri della Chitarra" per le Edizioni Curci.
Nel 2014 gli è stato conferito a Milano il Premio nazionale delle Arti e della Cultura.
Nel 2017 è artista della major discografica Warner, per cui ha registrato il CD "The Spanish Guitar" .
Dal 2017 è direttore artistico insieme a Fernando Lepri dell'Italian Guitar Campus.
Dal 2019 affianca Filippo Michelangeli nella direzione della Seicorde Academy di Milano.
Collabora con numerosi artisti e musicisti tra i quali: Giovanni Sollima, Joanna Klisowska, Mario Marzi, Simone Zanchini, Davide Alogna, Simonide Braconi, Lucio Degani, Christian Saggese, Fabio Maida, Daniele Fabio, Andrea Bosca, Paolo Sassanelli, Paola Gassman, Stefano Maffizzoni, Salvatore Lombardi, GIno Zambelli, Warsaw Royal Strings e molti altri.

## Discografia
- Contemporary Guitar Musiche di Castelnuovo-Tedesco, Ghedini, Berio, Vinay - Concerto Music Media, 1997
- Mario Castelnuovo-Tedesco Opere complete per chitarra vol. 1: Variazioni attraverso i secoli, Tarantella, Sonata, Capriccio diabolico, Aranci in fiore, Variations plaisantes sur un petit air populaire - Suonare Records 1999
- Francisco Tárrega Opere Complete per chitarra -  2 CD Concerto Music Media, 2002
- Mario Castelnuovo-Tedesco Opere complete per chitarra vol. 3: Greeting Cards, Tre preludi mediterranei - Suonare Records, 2003
- Joaquin Rodrigo Concierto de Aranjuez, Tres piezas españolas, Invocaciòn y danza, Sonata giocosa, En los trigals, Tiento Antiguo, Junto al Generalife - Concerto Music Media, 2005
- Angelo Gilardino Sonata del Guadalquivir, Colloquio con Andrès Segovia, Sonata Mediterranea, Triptico de las visiones, Catskill Pond - Concerto Music Media 2006
- Mauro Giuliani Sei Rossiniane op. 119-124, Variazioni op. 45 e op. 107, Grand Ouverture - Concerto Music Media, 2007
- Heitor Villa-Lobos Opere complete per chitarra sola DVD - Suonare Records, 2008
- Mario Castelnuovo-Tedesco Opere complete per chitarra vol. 5: 24 Caprichos de Goya, Suonare Records, 2010
- Ferdinando Carulli e Giuseppe Malerbi - Integrale dei Concerti per chitarra e orchestra - Amadeus 2011
- Mario Castelnuovo-Tedesco Concerto op. 99 per chitarra e orchestra, Quintetto, Romancero Gitano, Concerto Music Media 2012
- Mauro Giuliani - Concerto n. 2 per chitarra e orchestra e Musica da camera con chitarra - Amadeus 2013
- Mario Gangi Opere complete per flauto e chitarra - Flautista Salvatore Lombardi Seicorde 2015
- Francisco Tárrega Guitar Edition -  4 CD Brilliant Classics 2015
- The Spanish Guitar - Warner Classics 2017
- Wenceslaus Matiegka - Complete Guitar Works 7 CD - Brilliant Classics 2019

## Collana "I Maestri della Chitarra" libri con CD
Edizioni Curci
- Ferdinando Carulli: Preludi e studi scelti [con CD]
- Fernando Sor: Studi e opere scelte + Variazioni op.9 su un tema di Mozart [con CD]
- Mauro Giuliani: Studi e opere scelte + Variazioni op. 107 su un tema di Haendel [con CD]
- Matteo Carcassi: 25 studi melodici e progressivi op. 60 [con CD]
- Julio Sagreras: Le prime lezioni di chitarra + 20 lezioni dal libro 2° al libro 6° [con CD]
- Francisco Tarrega: Preludi e opere scelte [con CD]
- Luigi Legnani: 36 Capricci op. 20 [con CD]
- Luigi Mozzani: 20 Studi (world premiere( [con CD]

## Altre pubblicazioni
Edizioni Infinito
- Giulio Tampalini con Marcello Tellini "Finalmente ho perso tutto" Racconto intervista. Prefazione di Angelo Gilardino, introduzione di Filippo Michelangeli
- Giulio Tampalini con Marcello Tellini "La Musica è Felicità"  Prefazione di Davide Alogna, introduzione di Enrico Raggi